# Lemovicusok
Lemovicusok, alig ismert ókori nép. Aquitániában éltek, fővárosuk előbb Augustoritum, később Lemovices (a mai Limoges) volt. Julius Caesar a „De bello Gallico” című munkájában tesz említést róluk.